# Dipartimento dell'Adda (1797)
Il dipartimento dell'Adda era uno dei dipartimenti italiani creati in età napoleonica su modello di quelli francesi, esistito brevemente dal 1797 al 1798. Aveva come capoluoghi (a turno biennale) le città di Crema e Lodi.

## Storia
Il dipartimento dell'Adda fu creato l'8 luglio 1797, come suddivisione amministrativa della neonata Repubblica Cisalpina.
Fu istituito unendo la gran parte della provincia di Lodi, appartenuta alla Lombardia austriaca, con il Territorio Cremasco, appartenuto alla Repubblica di Venezia e gestito per un breve periodo come uno stato autonomo (la Repubblica Cremasca); al dipartimento furono assegnate anche la zona di Melzo, da sempre milanese, la terra separata cremonese di Castelleone, e la Gera d'Adda (con Treviglio e Caravaggio), da sempre contesa fra Milano, Bergamo e Cremona, ed appartenuta alla provincia di Lodi solo fra il 1786 e il 1791.

Mappa del dipartimento

Il dipartimento dell'Adda esistette per poco più di un anno: il 1º settembre 1798 il dipartimento fu soppresso, e la maggior parte dei comuni (fra cui i due capoluoghi) assegnati al dipartimento dell'Alto Po (con capoluogo Cremona). Altri comuni furono assegnati ai dipartimenti d'Olona (con capoluogo Milano) e del Serio (con capoluogo Bergamo).

### Suddivisione amministrativa (legge 1º maggio 1798)
Il dipartimento era suddiviso in 21 distretti:
- distretto I di Lodi
  - Lodi[N 3]
- distretto II di Lodi[3]
  - Abbadia Cerreto, Arcagna, Boffalora, Cà de Bolli, Campolongo, Caviaga, Cornegliano, Corte del Palasio, Crespiatica, Dovera, Fracchia, Galgagnano, Montanaso, Pompola, Roncadello, San Martino in Strada, Sesto, Soltarico, Tormo
- distretto III di Melzo[4]
  - Albignano, Bisnate, Casolate, Cassino d'Alberi, Cavaione, Comazzo, Cornegliano, Dresano, Gardino, Incugnate, Lavagna, Liscate, Lucino, Marzano, Melzo, Merlino, Mignette, Mozzano, Mulazzano, Paullo, Premenugo, Settala, Tribiano, Truccazzano, Vajano, Villambrera, Villa Pompeana, Virolo, Zelo Buonpersico
- distretto IV di Lodivecchio[5]
  - Andreola, Bagnolo, Bonora, Bottedo, Cà dell'Acqua, Cà de' Zecchi, Casaletto, Castiraga da Reggio, Cazzimano, Cervignano, Cologno, Fissiraga, Guazzina, Gugnano, Isola Balba, Lodi Vecchio, Modignano, Mongiardino Sillaro, Orgnaga, Pezzolo, Pezzolo de' Codazzi, Quarziano, Salerano, Santa Maria di Lodivecchio, Santa Maria in Prato, San Zenone, Sordio, Tavazzano, Torre de' Dardanoni, Trivulzina, Villarossa
- distretto V di Borghetto
  - Borghetto
- distretto VI di Borghetto[6]
  - Bargano, Brembio, Brusada, Cà del Bosco, Cà de' Mazzi, Ceppeda, Grazzanello, Grazzano, Lanfroia, Livraga, Massalengo, Motta Vigana, Muzza Piacentina, Ossago, Villa Nova
- distretto VII di Castiglione[7]
  - Bertonico, Camairago, Cassina dei Passerini, Castiglione, Cavanago, Mairago, Melegnanello, Robecco, Rovedaro, Sant'Alberto, Secugnago, Terra Nuova, Turano
- distretto VIII di Casalpusterlengo
  - Casalpusterlengo
- distretto IX di Casalpusterlengo[8]
  - Cantonale, Corte Sant'Andrea, Mirabello, Orio, Ospedaletto, Pizzolano, Regina Fittarezza, Senna, Somaglia, Vittadone, Zorlesco
- distretto X di Codogno[9]
  - Codogno
- distretto XI di Codogno
  - Castelnuovo Bocca d'Adda, Cavacurta, Corno Giovine, Corno Vecchio, Gattera, Lardera, Maccastorna, Meletto, San Fiorano, Santo Stefano, Trivulza
- distretto XII di Maleo
  - Maleo
- distretto XIII di Rivolta in Gera d'Adda[10]
  - Agnadello, Arzago, Calvenzano, Casirate, Gardella, Misano, Nosadello, Pandino ed Uniti, Rivolta, Spino, Vailate con Cassina de' Grassi
- distretto XIV di Treviglio[11]
  - Treviglio
- distretto XV di Caravaggio[12]
  - Caravaggio
- distretto XVI di Brignano[13]
  - Brignano, Canonica, Castel Rozzone, Fara, Fornovo, Massari de Melzi, Mozzanica, Pagazzano, Pontirolo
- distretto XVII di Castelleone[14]
  - Castelleone
- distretto XVIII di Offanengo[15]
  - Bottaiano, Camisano, Casale, Gabbiano, Izzano, Madegnano, Offanengo, Pianengo, Ricengo, Salvirola Cremasca, Sergnano e Trevolasco, Videlasco
- distretto XIX di Crema[16]
  - Crema[N 4]
- distretto XX di Montodine[17]
  - Bolzone, Casaletto Ceredano e Persia, Credera, Gombito, Montodine, Moscazzano, Passarera, Ripalta Arpina, Ripalta Guerrina, Ripalta Nuova, Ripalta Vecchia, Rovereto e Ramelli, Rubiano, Vinzasca, Zapello
- distretto XXI di Vaiano[18]
  - Azzano, Bagnolo, Campagnuola, Capergnanica, Capralba, Casaletto Vaprio, Chieve, Cremosano, Farinate, Monte, Palazzo, Piranica, Quintano, Scannabue, Torlino, Trescore, Vaiano

### Esplicative
1. ↑  Sant'Angelo, San Colombano e comuni limitrofi andarono al dipartimento del Ticino.
2. ↑  Comuni di Albignano, Cavaione, Cornegliano, Gardino, Incugnate, Liscate, Lucino, Melzo, Premenugo, Settala e Truccazzano.
3. ↑  Con i chiosi di Porta d'Adda, di Porta Cremonese, di Porta Regale, e Vigadore
4. ↑  Con il suo circondario esterno detto "le Tagliate", cioè Ombriano, San Michele, Vairano, San Bernardino e Vergonzana

### Bibliografiche
1. ↑  Ossia i comuni milanesi del distretto di Melzo che tornarono subito al proprio storico capoluogo.
2. ↑  Ossia Treviglio, Caravaggio e in generale la Gera d'Adda.
3. ↑   Distretto II di Lodi (1798), su lombardiabeniculturali.it.
4. ↑   Distretto di Melzo (1798), su lombardiabeniculturali.it.
5. ↑  Distretto IV di Lodivecchio
6. ↑  http://www.lombardiabeniculturali.it/istituzioni/schede/6500002/
7. ↑  http://www.lombardiabeniculturali.it/istituzioni/schede/6500003/
8. ↑  http://www.lombardiabeniculturali.it/istituzioni/schede/6000316/
9. ↑  http://www.lombardiabeniculturali.it/istituzioni/schede/6500004/
10. ↑  http://www.lombardiabeniculturali.it/istituzioni/schede/4001999/
11. ↑  http://www.lombardiabeniculturali.it/istituzioni/schede/1003004/
12. ↑  http://www.lombardiabeniculturali.it/istituzioni/schede/1000886/
13. ↑  http://www.lombardiabeniculturali.it/istituzioni/schede/1000688/
14. ↑  http://www.lombardiabeniculturali.it/istituzioni/schede/4002174/
15. ↑  http://www.lombardiabeniculturali.it/istituzioni/schede/4002000/
16. ↑  http://www.lombardiabeniculturali.it/istituzioni/schede/4002173/
17. ↑  http://www.lombardiabeniculturali.it/istituzioni/schede/4002001/
18. ↑  http://www.lombardiabeniculturali.it/istituzioni/schede/4002002/